# 朱见济
懷獻太子朱見濟（1445年3月28日—1453年3月21日），明景帝朱祁鈺獨子，由郕王之妾杭氏所生。
初为郕王世子。因明英宗亲征瓦剌被俘，朱见济的父亲郕王朱祁鈺作为皇弟即位，是为明景帝。景泰三年四月乙酉（1452年5月11日），景帝废掉英宗长子朱见深的太子之位，立朱見濟為太子。
次年二月己亥（1453年3月21日）朱見濟就夭折，年九岁。諡號懷獻太子。天順元年（1457年），伯父明英宗复辟，将朱見濟追废为世子。故又称怀献世子。他安葬于金山，具体所在无从考证。直至南明灭亡，朱見濟也沒再被承认为太子。

## 生年
《明史》作朱见济生于景泰三年，《弇山堂别集》作生于正统十（阙）年七月初二日，皆误。何乔远《名山藏》载朱见济景泰三年八岁，即生于正统十年（1445年），既符合其原为郕王世子的记载，也符合景泰帝改立太子的诏书所说的“朕长子序在伦先”，即朱见济年长于朱见深。《明实录》亦记载礼部上书曾提及二月二十日为“皇太子殿下千秋令节”。